# Hjälmarsänkningen

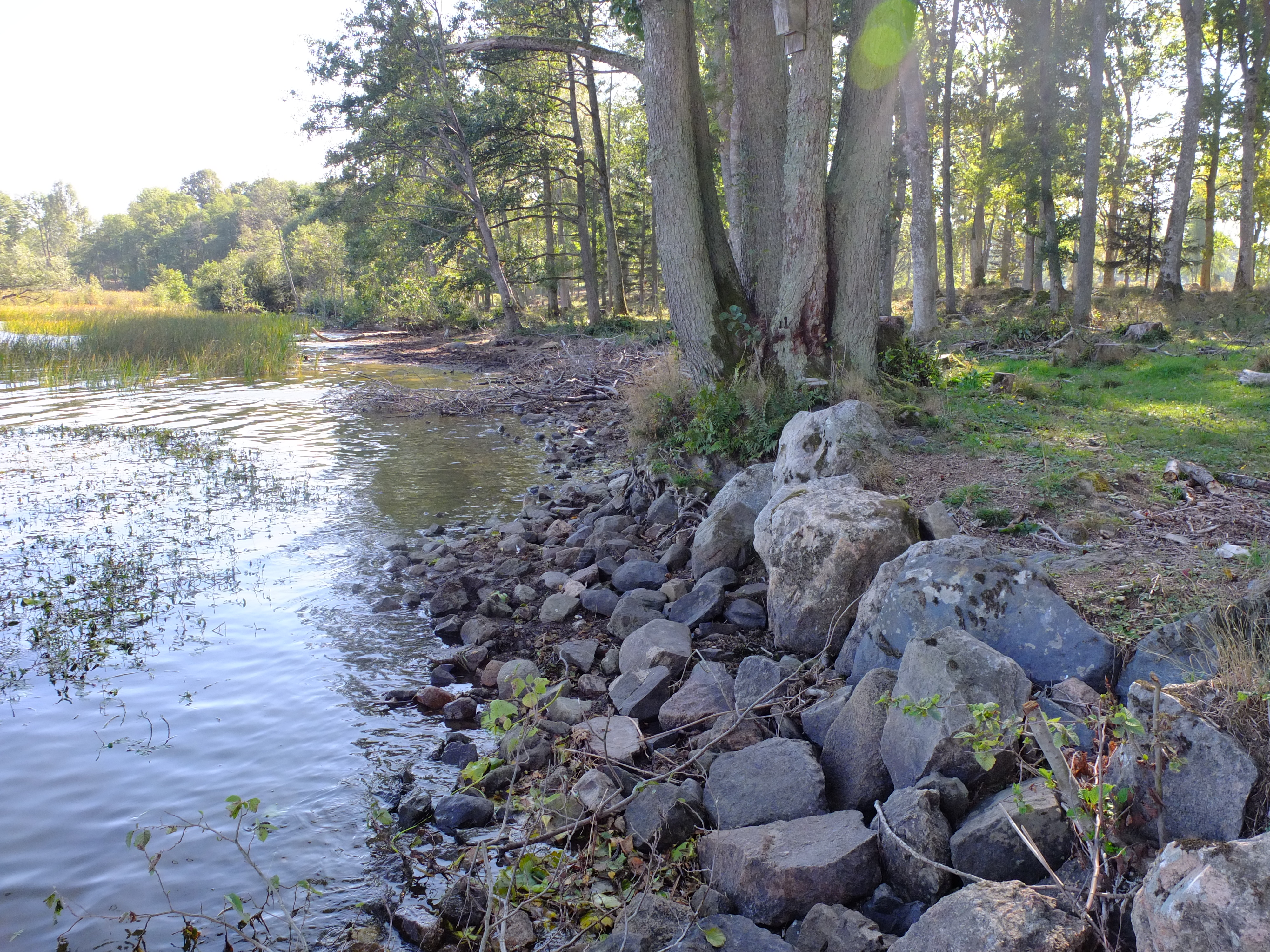
Synlig skillnad mellan nya och gamla strandlinjen, nära Hjälmarsberg.

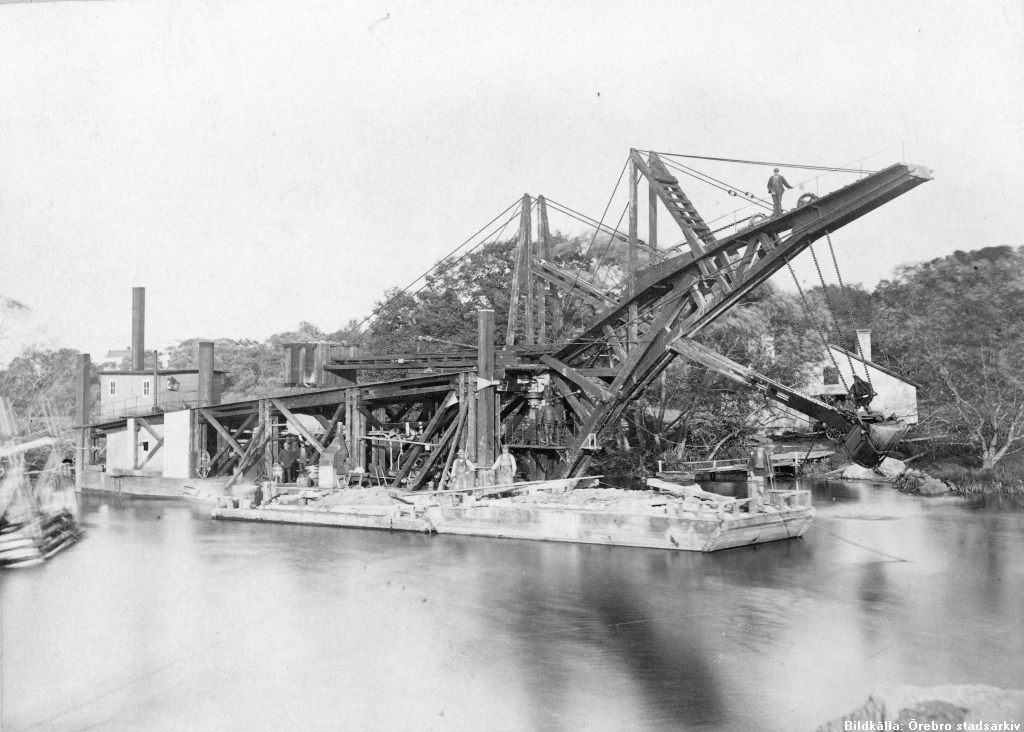
Mudderverket Enhörningen användes vid Hjälmarsänkningen.

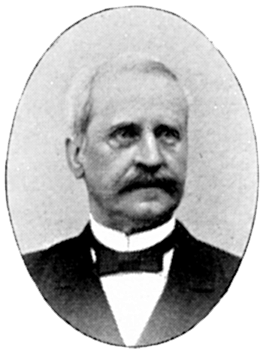
Nils Gabriel Djurklou, eldsjälen framför andra bakom Hjälmarsänkningen.

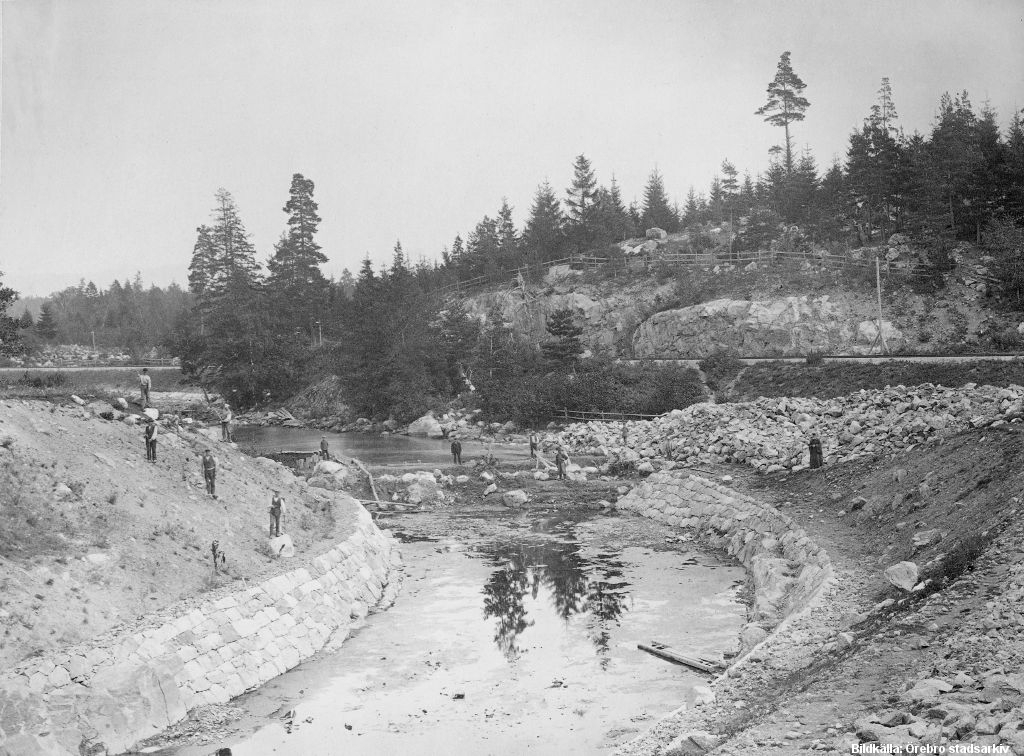
Sänkningen av Hyndevadsån i början av 1880-talet.

Hjälmarsänkningen var Sveriges genom tiderna största sjösänkningsprojekt. Den verkställdes från 1878 till 1887, och med denna sänktes sjön Hjälmarens yta med cirka 1,3 meter. Man ville med sänkningen frigöra mark att använda för odling. Dessutom var avsikten att minska risken för översvämningar, genom att kunna reglera sjöns vattenstånd på ett bättre sätt.

## Historik
Hjälmaren var en besvärlig och oregerlig sjö, och ännu besvärligare var de numera torrlagda båda Kvismaresjöarna, som genom en å avbördade sitt vatten till Hjälmaren. Efter snösmältningen på våren och regnflödena på hösten steg dessa sjöar ofta så mycket att milsvida fält förvandlades till sankmarker. I det dyiga vattnet blev höet illaluktande, nästan ruttet, så att kreaturen inte kunde förmås att förtära det såvida man inte rentav satte dem på svältkur. Men det kunde också hända att man inte fick ett strå, därför att höstackarna flöt bort. På det viset kunde hundratals gårdar få sin gröda förstörd.
Men även när det inte gick så illa var det mycket som inte var bra i bygderna kring Hjälmaren. Stora områden utgjordes av sankmarker, som inte bar andra foderväxter än kraftlös starr. Detta trots att jordmånen bestod av fruktbar mylla.
Redan 1422 gjordes ett försök av hjälmarbönderna att förstöra en kvarndamm belägen mellan Hyndevad och Skogstorp. Ytterligare försök till ödeläggelse av dammar är kända från åren 1655 (Husby), 1734–1738 (Rosenholm) och vid Hyndevad (1755–1757).
Det fanns också klagomål från redarna på att vattenståndet i Hjälmaren ibland var för lågt, så att deras skutor inte kunde komma fram på ett säkert sätt.
I början av 1800-talet framförde ordföranden Nils Silfverschiöld i det nybildade Örebro läns hushållningssällskap att ”en vis regering skall tillåta jordbrukaren att återfordra en rätt, som varit honom i långliga tider orättvist förnekad”. Underförstått hade man låtit andra intressen, till exempel kvarnägares, gå före böndernas.
Årtiondena därefter började en rörelse komma igång för att sänka Hjälmarens vattennivå. Kartografen Carl Peter Hällström hade företagit en uppmätning av Hjälmaren, och Baltzar von Platen hade även haft synpunkter i frågan. von Platen var engagerad, eftersom han då var involverad i Hjälmare kanals ombyggnad. Till en början kunde man inte tillstyrka en sänkning "utöver 2 fot" (cirka 60 centimeter).
Det första stora steget till Hjälmarens sänkning togs vid möten i Örebro i januari och april 1849. Initiativtagare var kapten Gustaf August Coyet och baron Nils Gabriel Djurklou, den sistnämnde bosatt på Sörby i Norrbyås socken. Djurklou kom att bli den person som drev frågan hårdast, och ett monument över honom avtäcktes år 1909 i Odensbacken.
Ett antal år förflöt där olika intressenter förhandlade med varandra. Till motståndargruppen hörde bland annat Örebro stad, Örebro rederi, olika handelsidkare, Hjälmare kanal- och slussverksbolag, vattenverksägare, hamnägare, skeppare och fiskerättsägare. De som var för sänkningen var i princip strandägarna, det vill säga bönderna, men inte ens denna grupp var enig. Örebro stads myndigheter anförde bland annat en "vitterfaren sjömans" försäkran att Hjälmaren redan nu var ytterst besvärlig att befara. Denne sjöman uppgavs säga att "om sjöfarten på oceanen vore jämförelsevis lika svår som på Hjälmaren, skulle icke ens en tiondel av där framgående fartyg någonsin hinna sin bestämmelse".
En första ansökan till regeringen år 1853 avslogs. Den andra ansökan gjordes år 1864. Även den gången blev det avslag, men man lämnade ändå en öppning för att om sjöfartsintressena kunde tillgodoses, var man villig att ta upp frågan igen. I den tredje ansökan hade man tillgodosett även sjöfartens intressen, och denna gång blev det bifall.

## Arbetenas genomförande
En arbetsplan togs fram år 1873. Huvudpunkterna var följande:
- 1878–1880: Fördjupning av segelleden genom Hemfjärden, 7,5 kilometer lång och 20 meter bred ränna.
- 1881–1882: Iordningställande av hamnar.
- 1881–1883: Arbeten i Svartån: Uppmuddring av en 2,5 kilometer lång och 25 meter bred ränna mellan Oset och Skebäck. Fördjupning av Skebäcks hamn.
- 1878: Arbeten vid Hyndevad. Regleringsdammen färdig 1883.
- 1879–1882: Arbeten i Eskilstunaån. Ombyggnad av ett flertal dammar och broar.
- 1879–1880: Fördjupning av Hjälmare kanal, som tidvis var avstängd för trafik.
- 1879–1887: En över två mil lång kanal – Kvismare kanal – anläggs längs Täljeåns förlopp, enligt Djurklou ”den dyraste och drygaste” etappen.

## Sänkningens genomförande
Avtappningen av vatten påbörjades redan hösten 1879. Den fick avbrytas i väntan på segelledens fördjupning. Avtappningen skedde sedan successivt under flera år, och alltid vid lågvattenstånd, för att inte överbelasta Mälaren. På julaftonen 1882 hade vattennivån sänkts med 118 centimeter.

## Resultat
Det förekommer varierande uppgifter om hur mycket Hjälmarens yta sänktes. Waldén uppger att medelvattenståndet sänktes med 130 centimeter. Därvid frilades cirka 15 000 hektar åker och äng, samt cirka 3 500 hektar övrig mark. Den frilagda marken var dock inte alltid förstklassig odlingsjord.
Emellertid började problem uppenbara sig efterhand, i synnerhet i Kvismardalen. Genom markoxidering av de torrlagda områdena sjönk marknivån upp till en meter. När Mosjön torrlades, ökade också belastningen på Kvismare kanal. Nya översvämningar började bli ett problem på 1940-talet och senare. Eftersom ytterligare sjösänkningar var politiskt omöjliga att genomföra, blev invallningar, främst av Kvismaresjöarna, lösningen. Med invallning skapades nya vattenytor (Fågelsjön och Rysjön), vilket även blev till fördel för fågellivet. I området finns nu Kvismarens naturreservat, där 740 hektar avsatts till fågellivet.